# 古羅馬軍事

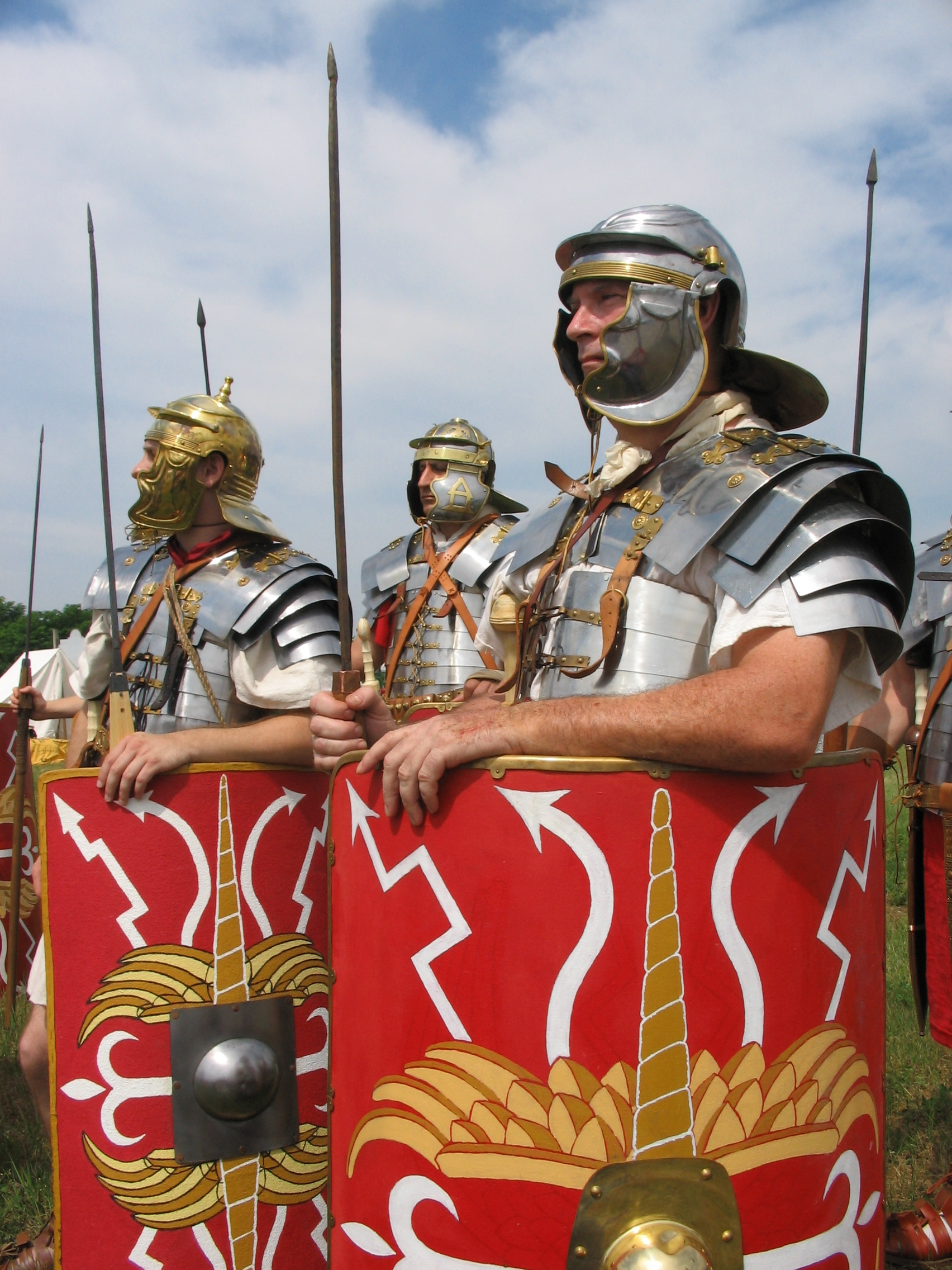
現代模擬的羅馬方陣兵

羅馬軍事包含從公元前八世紀的羅馬城邦到西羅馬帝國的軍事概況，傳統上羅馬的軍事包含羅馬陸軍以及少量羅馬海軍。羅馬軍事和現代聯邦歐洲的軍事有越來越密切的關係，弗拉維奧·約瑟夫斯曾經描述羅馬人是：「生來就準備好當軍人」，而羅馬實際上也長時間的投注在對外的軍事擴張，從羅馬悠久的歷史來看，羅馬大多擴展本身的金融以及軍事力量。羅馬战史前後長達一千三百年，幅員最東可到波斯(現代的伊朗)、最南可到阿非利加(現代的突尼西亞)和埃及、最北可到不列顛尼亞(今日的英格蘭和威爾斯東北部)，羅馬的軍隊從古代的義務兵制演變到後來的專業兵制，羅馬的科技也因軍事需求而日新月異，這也就是羅馬可以不斷擴張版圖的原因。

## 戰史
羅馬最早的戰役是對抗同在義大利半島上的鄰近部落，伊特魯里亞人，到了帝國全盛時期則支配了整個地中海週邊區域，包含現今土耳其所在的小亞細亞地區，甚至是遠在北方的不列顛尼亞。正如同大部份的古文明一樣，羅馬的軍隊為了三種目的而存在：保衛帝國疆界、確保新征服的地區交納歲貢、維持內部秩序。羅馬的戰爭可以歸納成兩大類型：第一種是擴張領土的戰爭，每次的勝利都將不小的領土納入羅馬的支配，所以羅馬才得以躋身古代三大帝國之一、控制當時全世界四分之一的人口；第二種戰爭則是內戰，戰爭持續到羅馬的政權落入勝利的一方為止。

## 兵源

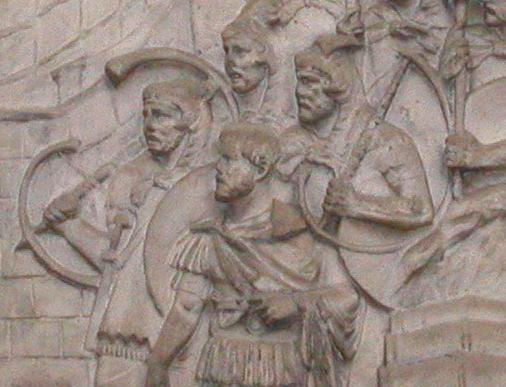
圖拉真柱上的羅馬士兵，陳列於英國亞伯特博物館

在羅馬帝國最為強盛的時代，羅馬的人口維持在四千五百萬到一億兩千萬左右，歷史學者愛德華·吉朋曾描述過羅馬的軍力規模：「大多數時間都維持在三十七点五萬人的軍力」，而這段時間大約在哈德良大帝在位期間，而軍人大致上分成軍團兵和支援兵，然而吉朋也表示：「不過...對於羅馬的軍事規模來說，其實很難有個準確性」，在帝國的末年軍力逐漸改以日耳曼民族出身的雇傭軍為主，加拿大籍的學者安東尼（Antonio Santosuosso）表示兩個羅馬帝國（意指西羅馬帝國和東羅馬帝國）總額加起來約為七十萬左右，他同時也註解到這個數據只包含了有紀錄到的死亡人數，那些隱匿不報的傷亡人數必然不只這些。
也沒有考古學者提出證據來驗證女性是否也是帝國軍力的來源之一，從主流的歷史觀點來看似乎只開放男性從軍，甚至在更早的時代有更為保守的規定，只准成年的男性羅馬「公民」從軍為國效力。
羅馬最初的軍事力量組成是每一年徵集一些公民來抵銷他們的公民義務，這段期間羅馬陸軍從原來的羅馬城迅速向外擴張，當盛極一時的羅馬開始末落後，下轄的城市開始擴張勢力，他們的軍人逐漸轉為領軍餉的職業軍人，緊接著軍人的地位開始竄升甚至成了領導階層，羅馬軍事的單位演變從短期的臨時組織轉為長期的正規組織，而組織規模也日益增加，羅馬公民所出身的軍人就是俗稱的軍團兵（拉丁語：legiones），而那些沒有公民資格出身的軍人所構成的部隊就被叫做支援兵（拉丁語：auxilia），支援兵通常是輕步兵或騎兵。
帝國晚期的軍事單位依舊由受薪的職業軍人所構成的正規軍組成，但是有個改變就是軍人只會在出身地服務，也就是說逐漸變成在地軍隊私有化，與此同時羅馬最初的軍事結構也開始消失。

### 常備結構
在共和國時期之前羅馬名義上的軍事首腦為國王，在共和國建立後改由元老院為名義上的負責單位，在改革時期有羅馬的政治家呼籲軍隊由公民管轄但是沒有成功，最後反而是由出名的統帥掌管：蓋烏斯·尤利烏斯·凱撒，他自封為最高統帥（拉丁語：Imperator，意思是指揮官）以及「國父」（Father of the Country），最重要的是他被賦予「隨意指揮」（could do as he liked）的特權。奧古斯都前31年贏得內戰後，就設置常備職業化軍隊，達28個軍團、三十六萬人，而羅馬皇帝成為羅馬的統帥（de facto）掌管羅馬的全部軍隊。

### 軍事文化
歷史學者彼得·希瑟描述羅馬的軍事文化為：「就像是一支古代的皇家陸戰隊，但是卻十分齷齪」。但是在共和國時期軍隊儘管常常倉促訓練後就派遣防守，部隊提倡的團結和道德（esprit de corps）可以結合為有效的作戰力量，爾後的帝國時期雖然軍人戰鬥力強，然而士氣卻往往低落而無戰力可言。
忠誠是羅馬軍人最基本的條件，一支戰功彪炳的部隊可以被官方的賜名。軍事文化的逐漸淪喪，使得後期的軍人戰力不濟或著是難以駕馭。

## 建立與擴張

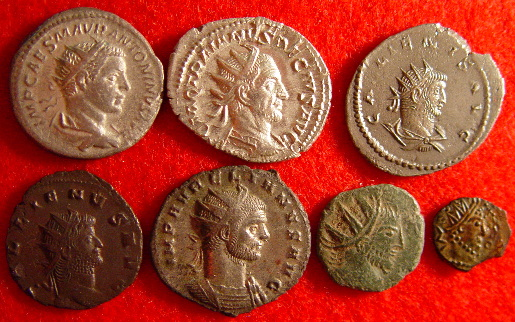
羅馬軍隊是由強大的經濟力建構而起，圖為羅馬的貨幣

儘管在早期的歷史可以研究出羅馬當局會提供完整的軍備給軍人，所有軍餉都由政府給付，早期共和國時代的羅馬軍人甚至不必納稅，但當時的軍費可以說是相當少的，羅馬政府也提供足夠居住、健康、教育、社會福利和公共運輸，這些都影響現代政府安頓軍人的政策。
在共和國到帝國時代早期大幅擴張版圖之際，羅馬政府提供相當龐大的資源給予軍隊進而創造盛世，每當羅馬軍隊進行凱旋式往往也跟著伴隨著經濟的成長，歷史學者阿諾爾得·約瑟·湯恩比和詹姆士·布萊克(James Burke，著名科學歷史學家)認為羅馬的經濟發展是種掠奪式經濟(plunder economy)，然而在公元二世紀開始帝國發展停滯後資源便逐漸流逝，三世紀末羅馬也逐漸式微中，當三世紀危機的時代開始帝國的經濟面對著超級惡性通膨，軍費也漸漸變成金融的負擔，整個經濟體系變的高度的弱化瀕臨崩潰，在公元440年帝國法律限制了軍費的最高上限。
諸多的現實阻礙了帝國軍事發展，起初政府以物質利益來吸引北方的日耳曼民族進入軍隊，成為帝國的雇傭軍，接下來一個世紀帝國的軍隊就被充滿了外籍傭兵，傭兵的增加也導致了軍費增加。
當軍事規模和軍費的大幅增加，帝國只好巧立各種名目的稅捐來應付這筆開銷，這使得帝國晚年大量人民從邊界逃出，開源節流來維持全帝國的軍隊變成國家的重要政策，大量繳不出稅金的人民往往變成奴隸，而為了消磨軍力政府開始大動干戈，使的原本結構脆弱的軍隊已經無以回天，在這種惡性循環之下政府只能不斷提高稅基，或著是把城市一個個遺棄，例如哈德良長城的邊疆一系列的城市就這樣任由荒廢，以至後來外族入侵卻無力可擋 。
當帝國二分後西羅馬帝國失去東方富庶的省分，可以說是帝國最後致命的轉折點，連農作物也逐漸難以供應，經濟型態轉為原本的掠奪經濟，當然無法提供軍人最基本的需求。

## 軍力

### 建立與特色

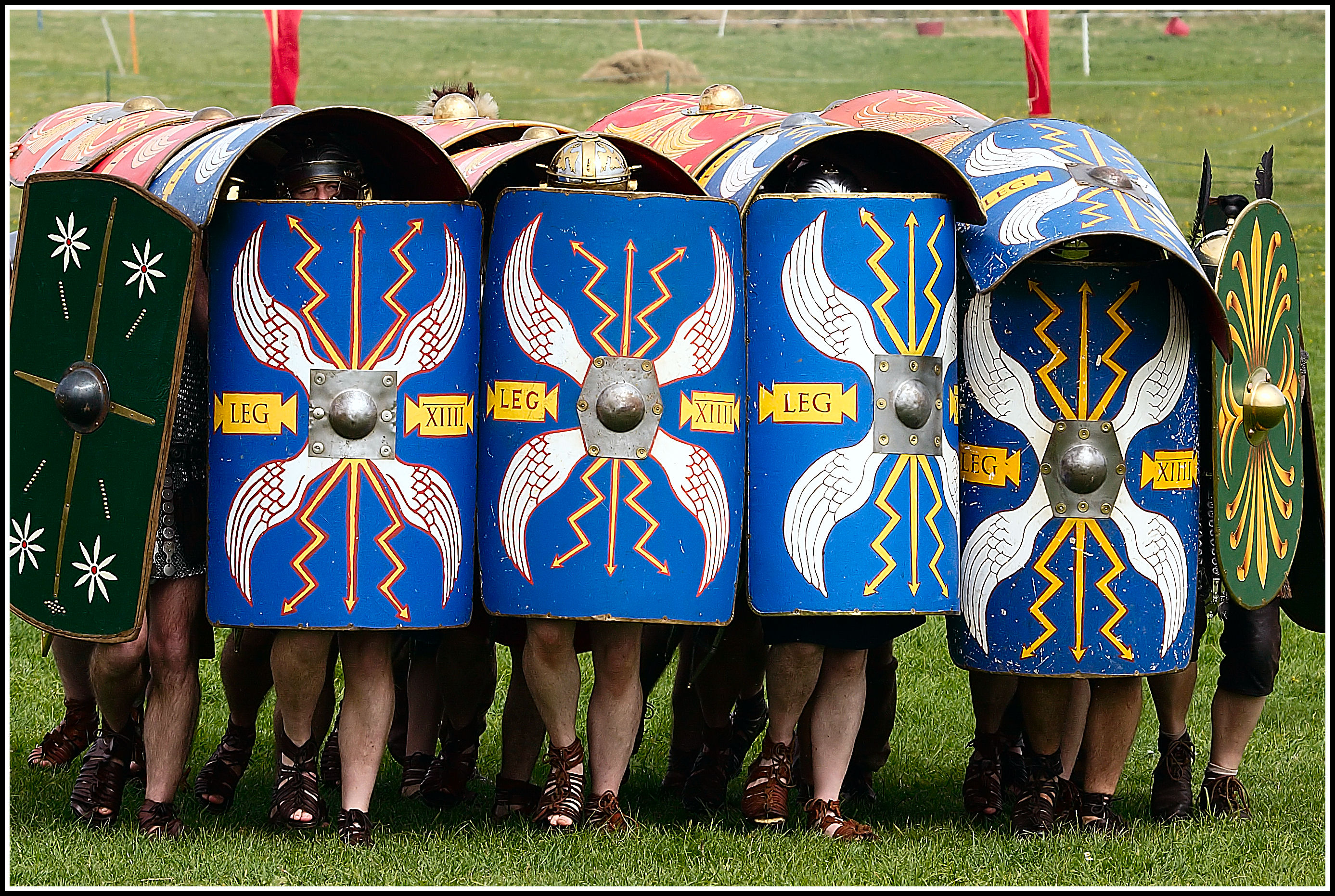
羅馬盾牌方陣

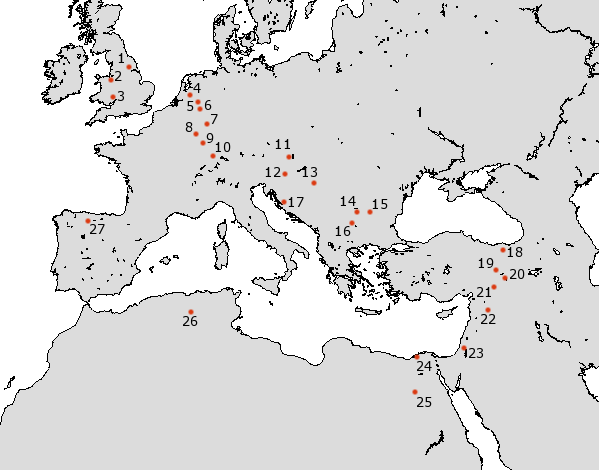
公元80年羅馬帝國的軍團分佈

古羅馬的軍力－特別著重在於其攻擊力，最佳的代表就是羅馬軍團兵所構成的戰陣，這也是他們戰力的主要來源，羅馬在贏了同盟者戰爭後結構逐漸失衡，所以在帝國時代前軍隊都致力於重建，其中包含邊防以及領地的控制。

### 力量投射
羅馬人十分講求力量投射－甚至可以說到了熱衷了程度，他們常使用武力干擾他國的決策者以求勝利，而逼迫他國的臣屬是最為常見了方式，例如他們逼迫猶太人臣屬，但是仍然維持猶太王國（哈斯蒙尼王朝）的王室政府，羅馬主要藉由這種方式來掌控對該地的軍事控制，原則上武力只是羅馬用以維持勢力的後盾而不是濫用武力來擴張。

### 持續
當帝制系統建立了所費不貲以及保持良好的道路系統，也同時建立起史上唯一對地中海絕對控制的國家，同時也建立起一支機動部隊，此舉對現代的軍事編制影響深遠，也因為羅馬本身存在著結構不均衡的問題，部隊常由邊疆的軍隊快速接應，然而對於地域距離鄉差太遠的地區仍是緩不濟急。
羅馬軍事存有著高度連結性的補給鏈，可以把物資快速的運往前線地區，而羅馬人也除了利用路上的公路系統，也以羅馬海軍建立起海上以及各河川的運輸網絡，考古學者也發現到羅馬對于日耳曼尼亞的擴張往往源於從義大利和高盧(現代的法國)，沿著北方的海岸的水陸最後運到日耳曼尼亞，羅馬軍隊十分重視補給，當這些網絡有所損毀必定迅速修繕，或著直接從當地徵集物資補充，學者彼得表示羅馬運用這種方式可以在每個月運輸時三噸半的糧食，甚至往往還可以還給當地居民。

### 警備武力
在大部分的時間中羅馬的城市有居民自衛隊維持治安，當有外在的威脅才會調兵遣將，所以警備武力可以歸類於居民自衛隊和軍隊中間的層級，甚至有偏向支援兵的性質。

### 器械

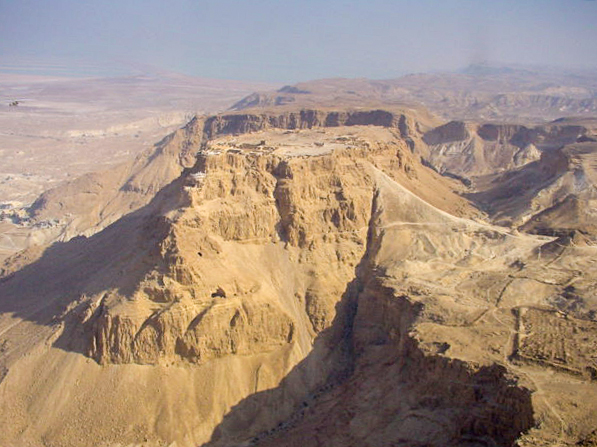
羅馬人憑藉著他們的高科技建立各種設施，圖為羅馬軍團攻破馬薩達要塞所建的巨型坡道

古羅馬的軍事科技長被用來進行邊疆的防禦，從某種角度而言軍事科技發展也算是種羅馬的軍事文化，當然羅馬的軍團兵也充分利用先進的科技來壯大自己，尤其是他們的劍（拉丁語：gladius）與矛（pila），學者彼得曾下過這樣的註解：「學習建築且建築迅速，對他們也是種訓練。」
然而如此的科技能力只維持在共和時代的中期到帝國時代的中期，在共和時代之前可以說幾乎毫無建樹，帝國時代的後期則是呈現科技的能力超過平常所需，也就是說這些當時的高科技已經超過羅馬所能負荷的。
羅馬軍事科技的發展形式有著定期與卓越兩大特點，從道路建設就可以看得出來，科技會隨時更替也常造就不凡，因此羅馬有兩句俗語來形容－「條條道路通羅馬」、「羅馬不是一天造成的」，他們的經驗與技術常會隨著軍隊的爭戰作有計畫性的規劃，例如他們的圍城技術在阿萊西亞之戰後引進，土製舷梯則是從馬薩達（位於今日的以色列地區）。
當然也有羅馬人自行發明的科技，例如投石車，大型投石車拉丁語稱作 ballista(e)，小型投石車被稱作 onagers，這些武器都可以穿越各個街道和橋梁已投入戰局。

## 對外關係
羅馬的建國是根基於其強大的軍力而起，追溯到早期的歷史可以發現羅馬每年都會更換兩支軍團的兵力，從諸多的歷史事蹟來看羅馬的軍力除了向外擴張更重視內部防禦，尤其羅馬的軍隊其實大多從各地的農民組成的警備武力徵集，從中獲取新的農地已提供增加的人口和退伍軍人，而這可以說是大部分的軍事首長的重要目標，惟帝國末年羅馬軍隊建立普遍性的規定，使的政府在也無力造就以往的繁榮，而當時則是有幾個國家不斷挑戰羅馬的地位，例如阿克蘇姆帝國、波斯帝國和匈人帝國，也有保持相當良好關係的國家，例如中國的漢朝，雙方交流長達一百七十年左右。

### 戰略
在傳統形式上完成結構目標是主要的軍事議題，然而美國軍事史學者艾德華(Edward Luttwak)曾提供羅馬的早期戰略文獻，並指出羅馬人會把所有戰利品交付政府重分配，其中超過一半的資源投注軍事，以及羅馬的戰略執行系統已明確的指揮作出快速的反應，羅馬戰略策略會隨時機而更換，而戰略會影響到以下的單位相是政府首長、軍事統帥、外交高級官員和軍隊的交通網絡，艾德華表示羅馬對現代的戰略體系而言：「極具教育意義」(instructive similarities)。

### 擴張

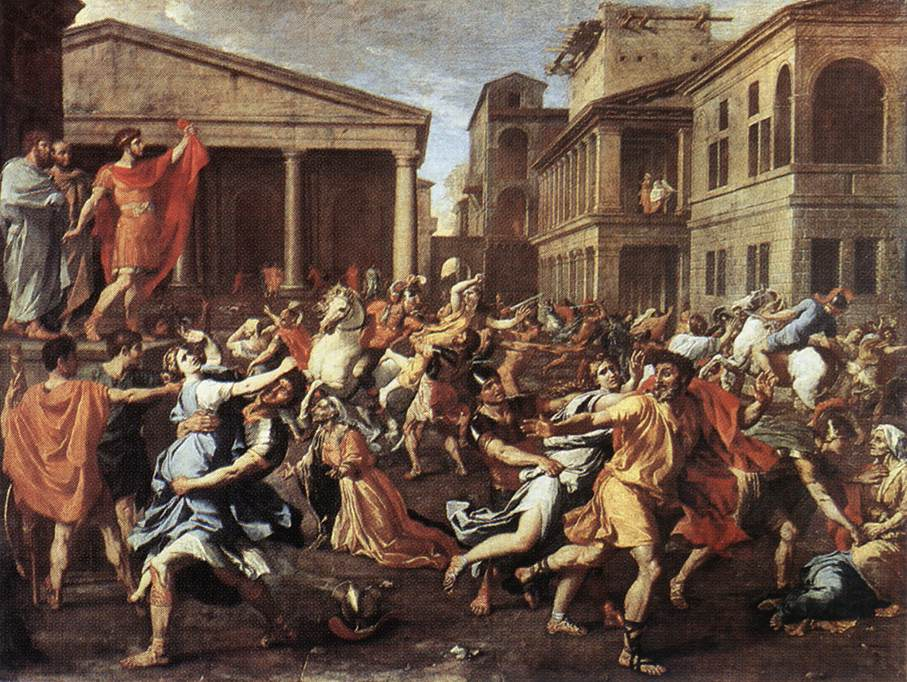
羅馬軍隊入城後的寫照，尼古拉·普桑所繪，被收藏於羅浮宮

最初羅馬每年徵集公民做為他們對國家的義務，在這段時間羅馬大幅向外擴張，從伊特魯里亞的小城邦國家逐步統一了義大利，在擴張版圖的同時也確立羅馬人的宗主權漢城是力量的擴張，當羅馬軍人轉為領取軍俸的職業軍人時，素質反而沒有以往反而變的低落，羅馬的軍事單位從以往的非正規組織逐漸變成正規組織，並且確立軍團兵以及支援兵，雖然戰技明顯變得比以往還要強，但是失去了以往的機動性。
當羅馬的軍力開始從地中海往外延伸後，不列顛尼亞和亞洲地區也開始納入帝國版圖，政府把這些地區設置行省加以控制，就如同他們的義大利本土，短時間內達到有效的戰略威脅，同時也擴大版圖，但是軍隊卻未隨之作出改變，當城牆高築之時軍隊仍然只會進行野戰，帝國末年軍事單位持續仍然招募領軍餉的職業軍人做為常備部隊，然而從外地招募而來的外籍傭兵也開始充斥著軍隊中，同時間早年的羅馬軍事上優勢也逐漸喪失，士兵開始從以前的輕步兵改變成重步兵以保持尚存的規模和優勢，當然在這個過程中機動部隊也隨之消失。

### 引用
1. ↑  Williamson, G. (tr.), Josephus, The Jewish War, 1959, p. 378
2. ↑  Gibbon E., The Decline and Fall of the Roman Empire, Penguin, 1985, para. 65
3. ↑  Santosuosso, p. 188
4. ↑  Grant, p. 195
5. ↑  劉增泉: 《古羅馬的旅人》
6. ↑  .   [2016-02-13]. （原始内容存档于2016-10-16）.
7. ↑  Heather, P., The Fall of the Roman Empire, MacMillan, 2005, p. 6
8. ↑  Heather, P., The Fall of the Roman Empire, MacMillan, 2005, p.6
9. ↑  Heather, P., The Fall of the Roman Empire, MacMillan, 2005, p. 64
10. ↑  Caesar is said to have spent "huge portions of the wealth he accumulated in his victorious wars... on celebrating Triumphs... [and] on erecting magnificent buildings". Grant, p. 194
11. ↑  Gibbon, p. 199
12. ↑  Santosuosso, p. 214
13. ↑  Jones, p. 1041
14. ↑  Heather, p. 297
15. 1 2  Hadas, M, et al., Imperial Rome, in Great Ages of man: A History of the World's Cultures, New York, Time-Life Books, 1965
16. ↑  Jones, AHM, The Later Roman Empire 284-602, Johns Hopkins University Press, 1964, p.1035
17. ↑  Edward Gibbon relates that "the fertile... province of Campania...was within sixty years of the death of Constantine... granted an exemption from tax amounting to three hundred and fifty thousand... acres of desert and uncultivated land" - Gibbon, p. 376
18. 1 2  Santosuosso A., Soldiers, Emperors and Citizens in the Roman Empire, Westview, 2001, p. 214
19. ↑  Grant, M., The History of Rome, Fabre and Faber, 1993, p. 287
20. ↑  Heather, P., The Fall of the Roman Empire, MacMillian, 2005, p. 29
21. ↑  Luttwak, p. 80
22. ↑  Luttwak notes that Roman troops could march roughly 15 miles per day over long distances, while ships could carry them far more economically and at speeds of 27-81 miles per day. - Luttwak, p. 81
23. ↑  Heather, P., The Fall of the Roman Empire, MacMillan, 2005, p. 55
24. ↑  Heather, P., The Fall of the Roman Empire, MacMillan, 2005, p. 7
25. ↑  Fan Ye, Xiyu chuan ("Chapter on the Western Regions"), in Hou Han shu (Official history of the Later Han Dynasty), ch. 88.
26. ↑  Luttwak, p. 1

## 外部連結
- 邢義田：〈羅馬帝國軍隊常備職業化的特色 （页面存档备份，存于）〉.
- Roman soldier reenactment（页面存档备份，存于）